# Melaleuca hamulosa
Melaleuca hamulosa är en myrtenväxtart som beskrevs av Porphir Kiril Nicolai Stepanowitsch Turczaninow. Melaleuca hamulosa ingår i släktet Melaleuca och familjen myrtenväxter. Inga underarter finns listade i Catalogue of Life.